# سنيها يلال
سنيها يلال (ولدت في 18 ديسمبر 1985) هي بوليوود، كوليوود و ممثلة فيلم اتولود.

## الحياة الشخصية والتعليم
يلال ولدت في مسقط، في سلطنة عمان، والديها من مانجالور (كارناتاكا). والدها نيتين يلال هو المدير العام للالسمعة الطيبة لشركة البناء في سلطنة عمان ويعيش في عمان، في حين أن والدتها انتقلت إلى مومباي.
درست في مدرسة هندية في مسقط وصلالة في سلطنة عمان، تحولت إلى الدراسة في مدرسة ثانوية في مومباي في وقت لاحق، ثم درست في كلية إم إم كيه.
في الكلية كانت صديقة لأربيتا خان، زميلة الكلية لها وكانت أخت صغرى للممثل الهندي سلمان خان. الصداقة أدت إلى فرصة الاجتماع مع سلمان خان، الذي كان بالغ الإعجاب من سحرها وجمالها الذي يشبه ايشواريا راي.

## حياتها المهنية
في فيلمها الأول ، لاكي : لا وقت للحب ،يلال معروفة بأنها لديها شبها واضحا لايشواريا راي.

## قائمة أفلامها
| العام | فيلم:              | الدور         | اللغة      | ملاحظات  |
| ----- | ------------------ | ------------- | ---------- | -------- |
| 2005  | لاكي : لا وقت للحب | لاكي نيجي     | الهندية    |          |
| 2006  | آريان              | نيها فارما    | الهندية    |          |
| 2007  | جان بهي دو يارون   |               | الهندية    | ظهور خاص |
| 2008. | السامجا أتساهمجا   | دانالاكشمي    | التيلجو    |          |
| 2008. | مينو ميكو تيلوسا ؟ | انجالي        | التيلجو    |          |
| 2008. | الملك              |               | التيلجو    | ظهور خاص |
| 2009  | كاشه ....ميري هوتي | راديكا        | الهندية    |          |
| 2009  | إناي تيريمى        | انجالي        | التاميلية  |          |
| 2009  | كليك               |               | الهندية    | التصوير  |
| 2009  | كارنت              | سنيها         | التيلجو    |          |
| 2009  | حديقة غاندي        | بريانكا فيليب | الإنجليزية | تأخر     |

## وصلات خارجية
- سنيها يلال على موقع IMDb (الإنجليزية)
- سنيها يلال على موقع قاعدة بيانات الفيلم (الإنجليزية)